# Johannes Rabnow
Ludwig Johannes Rabnow (* 30. Dezember 1855 in Suchowola, Russisches Kaiserreich; † 27. Februar 1933 in Berlin) war ein deutscher Arzt und bedeutender Sozialhygieniker seiner Zeit.
Johannes Rabnow war ab 1892 als niedergelassener Arzt in Berlin-Schöneberg ansässig. Nach Tätigkeit als Armenarzt wurde er 1906 zum Dezernent für soziale Hygiene und Leiter der Lungenheilstätte der damals eigenständigen Stadt Schöneberg ernannt, eine einzigartige Position innerhalb einer Stadtverwaltung. 1910 stieg er zum Schöneberger Stadtrat für Kommunale Medizin und Hygiene auf. Von 1920 bis 1924 wurde er zum Stadtmedizinalrat für Groß-Berlin gewählt. Zur Anerkennung seiner Verdienste wurde er Stadtältester von Berlin.

## Herkunft, Ausbildung und Assimilation
Johannes Rabnow war ostjüdischer Herkunft. Es existieren jedoch keine autobiografischen Aufzeichnungen. Angaben mit seinem Geburtsnamen aus der Zeit vor seinem Übertritt zum Christentum wurden von ihm wie auch öffentlicher Seite ausgespart. Ludwig Johannes Rabnow wurde als Kaufmannssohn Salomon Rabinowicz am 30. Dezember 1855 in Suchawoli bei Grodno und Bialystok geboren. Seine Herkunft und Konversion belegt die sogenannte Berliner Judentaufkartei, die der überzeugte Nationalsozialist Karl Themel als evangelischer Pfarrer in den 1930er Jahren für das Reichssippenamt zusammengetragen hatte. Für eine weiterführende Bildung musste Rabinowicz die Jeschiwa oder ein modernes Rabbinerseminar besucht haben. Seine Bildungsbestrebungen führten ihn etwa 1878/79 nach Berlin.
Nachdem Rabinowicz das preußische Abitur am Charlottenburger Gymnasium abgelegt hatte, schrieb er sich für die Fächer Philologie und Geschichte an der Friedrich-Wilhelms-Universität zu Berlin ein. Dieser Zeitpunkt markiert die Geburtsstunde des deutschen Hochschulantisemitismus. Unter anderem hatte Heinrich von Treitschke (1834–1896), Historiker und Lehrstuhlinhaber derselben Universität, bezüglich der „Judenfrage“ zu einer Spaltung innerhalb der deutschen Studentenschaft beigetragen. Für Rabinowicz wurde zudem klar, dass eine Rückkehr angesichts der Judenverfolgung in Russland nach der Ermordung Zar Alexander II. (1818–1881) nicht ratsam erschien. Da sich für einen ostjüdischen Philologen in Deutschland kein Broterwerb ergeben würde, wechselte Rabinowicz zum Medizinstudium und machte seinen Abschluss in Jena. Während eines einjährigen Aufenthaltes in Hamburg, meldete er seine Dissertation an der medizinischen Fakultät Leipzig an und reichte eine Abhandlung zum Thema „Aphonia hysterica und deren Behandlung“ ein.
Zwei Wochen nach der Promotionsprüfung in Leipzig konvertierte Rabinowicz am 26. Mai 1889 zum Protestantismus in der Berliner Heilige-Geist-Kirche. Er legte seinen Namen Salomon ab und wählte Ludwig Johannes als seine christlichen Vornamen. Der Übertritt zum Christentum war für eine gesellschaftliche Akzeptanz nicht ausreichend. Zusätzlich beantragte Rabinowicz die preußische Staatsbürgerschaft (Naturalisation genannt) und die Namensänderung von Rabinowicz zu Rabnow. Durch den Potsdamer Regierungspräsidenten wurde er am 24. August 1890 zum Staatsbürger erklärt und durfte ab 4. November 1890 den Nachnamen Rabnow führen. Rosa Baumann (1869–1928) konvertierte anlässlich ihrer Heirat mit Johannes Rabnow ebenfalls. Sie hatten drei Kinder. Hans Heinrich Herrmann Rabnow (1892–1916) starb im 1. Weltkrieg. Fritz Carl Ludwig Rabnow (1893–1943) und Käthe Martha Mathilde Rabnow (1897–1984) wurden aufgrund ihrer nichtarischen Herkunft verfolgt. Im Februar 1943 endete das Leben von Fritz Rabnow in den Gaskammern des Konzentrationslagers Auschwitz. Seine Schwester war 1936 in die USA emigriert, arbeitete dort als Statistikerin und verstarb 1984 in New York City als amerikanische Staatsbürgerin.

## Das Modell Schöneberg und die Gesundheitspolitik von Johannes Rabnow
Rabnows umfassende Initiativen für ein sozialhygienisch geprägtes Gesundheitswesen finden Darstellung in Standardwerken zur Geschichte der Sozialhygiene. Belegt sind seine vielfältigen Aktivitäten als Schöneberger Stadtarzt und Berliner Stadtmedizinalrat. Peter Reinicke beurteilt die Gesundheitspolitik Rabnows als wegweisend in der Professionalisierung der sozialärztlichen und sozialfürsorgerischen Arbeit im Rahmen der Tuberkulosebekämpfung.
Johannes Rabnow formulierte ein Konzept der sozialhygienischen Gesundheitsfürsorge, dass explizit die soziale Ungerechtigkeit und gesundheitliche Folgen des Kaiserreichs ansprach. Er nahm innerhalb der Sozialhygiene eine besondere Stellung ein, indem er ein kommunales Gesundheitswesen unabhängig von Wohltätigkeit und Armenfürsorge forderte und sich gegen Stigmatisierung und eugenische Argumente wandte, dass beispielsweise eine hohe Säuglingssterblichkeit eine sozialdarwinistische Auslese sei.
Rabnows gesundheitspolitische Karriere begann, nachdem er sich einen Namen als Vertreter der Schöneberger Ärzte im Kampf gegen die hohe Diphtheriesterblichkeit am Lichterfelder Kreiskrankenhaus unter Leitung Ernst Schwenningers (1850–1924) gemacht hatte. Er initiierte 1902 das Comité zur Organisation von populärmedizinischen Vorträgen. Ein möglichst breites Publikum und, wie es Rabnow ausdrückte, „Menschen aller Bevölkerungsklassen“ sollten für die Medizin und insbesondere Vorsorgemaßnahmen angesprochen werden. Der Verein zur Bekämpfung der Tuberkulose in Schöneberg wurde im Rahmen der Vortragsreihe 1904 gegründet. Die Tuberkulose- und Säuglingsfürsorge waren Rabnows wesentliche Aufgabengebiete in den ersten Jahren seiner Tätigkeit als Stadtarzt. Er überzeugte die Schöneberger Stadtverwaltung, einen armenwesenunabhängigen Verwaltungszweig für ein städtisches Gesundheitswesen zu schaffen, was als „Deputation für Wohlfahrtspflege“ 1905 realisiert wurde.
Seit 1906 führte Rabnow den Titel „Stadtarzt für Wohlfahrtspflege“ und war als leitender Arzt der Heimstätte für Lungenkranke in Sternberg (heute Torzym/Polen) als höherer Beamter angestellt. 1907 erfolgte durch den preußischen Kultusminister die Ernennung zum Sanitätsrat. 1910 wurde er Magistratsmitglied und erhielt die Bezeichnung „Stadtrat für kommunale Medizin und Hygiene“. Rabnows gesundheitspolitische Erfolge wurden in der Presse und Fachliteratur anerkennend als „Schöneberger Modell“ bezeichnet. Dazu gehörte die städtische Tuberkulosefürsorge seit 1904, die die Erfassung und Betreuung Tuberkulosekranker gewährleistete. Sie wurden durch Geld und Nahrungsmittel unterstützt, auf städtische Kosten in Heilstätten untergebracht oder zumindest in der eigenen Wohnung isoliert, indem Betten und zusätzliche Räume beschafft wurden.
Die Säuglingsfürsorge hatte die Senkung der Säuglingssterblichkeit zum Ziel. Den Müttern sollte das Stillen ermöglicht werden, indem man sie vor und nach der Entbindung durch Geld, Nahrung und Haushaltshilfen unterstützte. Eine Stillprämie wurde auf ein Sparkonto eingezahlt. Alternativ wurde hygienisch einwandfreie Kuhmilch zur Ernährung der Säuglinge zur Verfügung gestellt. Zum „Modell Schöneberg“ gehörte weiterhin, dass alle Wohltätigkeitsorganisationen durch die städtische Fürsorge koordiniert und Haushaltshilfen vermittelt wurden, ein Amtsvormund regelte Unterhaltsforderungen für unehelich geborene Kinder, die kostenlose zahnärztliche Behandlung aller Schöneberger Schulkinder sowie die Kinder- und Jugenderholung.
Die Rolle von sozial oder medizinisch tätigen Frauen stand in engen Zusammenhang zu diesen Entwicklungen. Eine beachtliche Zahl von Frauen war als Hebammen oder Krankenpflegerinnen tätig. Sie berieten in großem Umfang die weibliche Bevölkerung und müssen als wesentliches Bindeglied und Ausführungsorgan in der Gesundheitspolitik benannt werden. Sie erschlossen sich einen großen Teil der ortsansässigen Frauen und Kinder mit der Absicht, sie zur gesunden Lebensweise und Einhaltung der vorgegebenen hygienischen Standards anzuhalten. Man wollte Krankenpflege und das Hebammenwesen zu einem bürgerlichen Frauenberuf werden lassen, um Missionierung und Hygienisierung der Bevölkerung erfolgreicher umzusetzen. In Schöneberg kooperierten die Hebammen bereitwillig mit der Ärzteschaft; gleiches gilt für die Fürsorgerinnen. Es kam durch eine ärztlich getragene Professionalisierung innerhalb der Frauenberufe zu einem Transfer bürgerlicher Wertekonzepte und staatlicher Ziele wie die Senkung der Säuglingssterblichkeit. In den Jahren 1920 und 1921 war Johannes Rabnow Mitglied des Kuratoriums der Sozialen Frauenschule.
Im September 1920 wurde Rabnow zum Stadtmedizinalrat von Groß-Berlin gewählt. Erst nach dreijährigen Verhandlungen auf verschiedensten Ebenen wurde 1923 endlich eine Satzung für das neue Berliner Gesundheitswesen verabschiedet. Unter Rabnow entstand das Hauptgesundheitsamt Berlin, und es wurde in jedem Bezirk ein Bezirksgesundheitsamt geschaffen, Strukturen, die bis heute existent sind. Bis Mitte der 1920er Jahre entstanden 26 Tuberkulosefürsorgestellen, 5 Schulzahnkliniken, 74 Säuglings- und Kleinkinderfürsorgestellen, denen 33 Schwangerenfürsorgestellen angegliedert waren, und es arbeiteten 90 Fürsorgeärzte und 184 Fürsorgerinnen im städtischen Dienst.
Im März 1924 schied Johannes Rabnow 69-jährig aus seinem Amt unter der Verleihung des Titels Stadtältester von Berlin. Er verstarb 77-jährig am 27. Februar 1933 in seiner Schöneberger Wohnung. Bestattet wurde Johannes Rabnow am 9. März 1933 auf dem Friedhof an der Eythstraße in Berlin-Schöneberg. Es handelte sich um ein Urnengrab, das nicht erhalten wurde.

## Schriften
- Aphonia hysterica und deren Behandlung, Inauguraldissertation Medizinische Fakultät Leipzig 1888.
- Populär-medizinische Vorträge in Schöneberg. Medizinische Reform 10 (1902)/39, S. 372–373.
- Von den Vorgängen im Kreiskrankenhaus Groß-Lichterfelde. ST 7 (1902) 19. Januar 1902, S. 1–2.
- Mißstände Groß-Lichterfelder Krankenhaus. ST 7 (1902) 26. Januar 1902, S. 1–2.
- Das Gr. Lichterfelder Kreiskrankenhaus. ST 7 (1902) 2. Februar 1902, S. 1–2.
- Zur Lichterfelder Kreiskrankenhausfrage. ST 7 (1902) 22. Februar 1902, S. 3.
- Die städtische Auskunfts- und Fürsorgestelle für Tuberkulöse in Schöneberg. Medici-nische Reform 14 (1906)/52, S. 625–627.
- Erholungsstätte Schöneberg bei Eichkamp. Tuberculosis 5 (1906)/6, S. 235–239.
- Über Beteiligung des Hebammenstandes bei Bekämpfung der Volkskrankheiten. Allgemeine Deutsche Hebammenzeitung 21 (1906)/12, S. 216–218.
- II. Bericht des Vereins zur Bekämpfung der Tuberkulose in Schöneberg für das Jahr 1905. In: Veröffentlichungen des Vereins zur Bekämpfung der Tuberkulose in Schöneberg. 1907, S. 3–8.
- Fürsorge für Tuberkulöse im fortgeschrittenen Stadium. Hygienische Rundschau, Beilage zur Hygienischen Rundschau 18 (1908)/7, S. 435–442.
- Amtliche Fürsorgestellen für Lungenkranke. Medicinische Reform 16 (1908)/38, S. 457.
- Organisation der Tuberkulosebekämpfung in Schöneberg. Tuberculosis 8 (1909)/4, S. 129–132.
- Das Rettungswesen in Schöneberg. Medicinische Reform 17 (1909)/51, S. 605–606.
- Organisation der Tuberkulosebekämpfung in Schöneberg. Medicinische Reform 17 (1909)/37, S. 433–434.
- 17. Gesundheitspflege. A Sozialhygiene. In: Dritter Verwaltungsbericht des Magistrats zu Schöneberg 1. April 1903 bis 31. März 1908. Schöneberg 1910, S. 743–757.
- Die städtische Schul-Zahnklinik. Medicinische Reform 18 (1910)/15, S. 139–40.
- Das Rettungswesen in Schöneberg. Zeitschrift für das Samariter- und Rettungswesen 16 (1910)/16, S. 14–15.
- Die städtische Säuglingsfürsorgestelle in Schöneberg. Medizinische Reform. 18 (1910)/27, S. 331–333.
- Einige Bemerkungen zum Stand der Tuberkulosebekämpfung. Deutsche Medizinische Wochenschrift 37 (1911)/20, S. 934–936.
- Organisation der Jugendfürsorge in Schöneberg. Medicinische Reform 19 (1911)/9, S. 159–161. 274 Kommunalärztliches aus Schöneberg. Medicinische Reform 19 (1911)/1, S. 7.
- Jugendfürsorge in Schöneberg. Schöneberg 1911, 39 S.
- Kindererholungsheim der Stadt Schöneberg in Boldixum auf Föhr. Zeitschrift für Schulgesundheitspflege (1911), S. 33–41.
- Die Wohnungen der Tuberkulösen in Schöneberg. Archiv für Soziale Hygiene 6 (1911)/4, S. 428–435.
- Kasuistik zur Frage der Lungentuberkulose und Gravidität. Deutsche Medizinische Wochenschrift 37 (1911)/22, S. 1019–1021.
- Isolierung und Ermittlung der infektiösen Tuberkulösen. Deutsche medizinische Wo-chenschrift 38 (1912)/38, S. 1793–1794.
- Bekämpfung der Tuberkulose in Berlin-Schöneberg. Berlin-Schöneberg 1913, 73 S.
- Wie verhalten sich die Fürsorgestellen zur Frage: Lungentuberkulose und Gravidität? Tuberkulose-Fürsorge-Blatt 1 (1913)/13. August 1913, S. 17–18.
- Städtische Wohnungspflege und Wohnungsaufsicht in Berlin-Schöneberg. Medicinische Reform 21 (1913)/19, S. 351–354.
- Über die Wohnungsinspektion in Berlin-Schöneberg und einige Bemerkungen zum preußischen Wohnungsgesetzentwurf. Vierteljahrsschrift für gerichtliche Medizin XLVII Band 1914, S. 173–186.
- Über die Änderung der Arbeitsweise in den Fürsorgestellen. Tuberkulose-Fürsorge-Blatt 2 (1915)/7, S. 77–78.
- Kommunale Fürsorge für Tuberkulöse während des Krieges. Tuberkulose-Fürsorge-Blatt, 2 (1915)/14, S. 155–157.
- Offene Säuglingsfürsorge im Kriege. Berliner Klinische Wochenschrift 53 (1916)/39, S. 1088–1091.
- Entwicklung des Neugeborenen des zweiten Kriegsjahres. Deutsche Medizinische Wochenschrift 42 (1916)/45, S. 1388.
- Der Unterricht über Säuglingspflege in den Volksschulen von Berlin-Schöneberg. Deutsche Medizinische Wochenschrift 42 (1916)/22, S. 673.
- Schulärztliche Jahresberichte über die Berlin-Schöneberger Volksschulen. Medicinische Reform 25 (1917) Teil 1, Heft 6, S. 45f, Teil 2 Heft 7, S. 57f, Teil 3 Heft 8, S. 65f.
- Tuberkulosebekämpfung in der Türkei. Deutsche Medizinische Wochenschrift 44 (1918)/16, S. 438–439.
- Sozialhygiene und Fürsorgewesen. In: Alfred Peyser (Hrsg.): Die Familienversicherung in ihrer Wirkung auf die Volksgesundheit und Tätigkeit des Arztes. Leipzig 1919, 167 S., S. 115–125.
- Für Groß-Berlin. Sechs Beiträge zur Eingemeindungfrage. I. Sozialhygiene, Kommunale Praxis. Wochenschrift für Kommunalpolitik und Gemeindesozialismus 19 (1919)/9, S. 121–124. 275
- Das Gesundheitswesen im zukünftigen Groß-Berlin. Deutsche medizinische Wo-chenschrift 45 (1919)/27, S. 749–750.
- Die Läusebekämpfung in Berlin-Schöneberg. Berliner Klinische Wochenschrift 56 (1919)/20, S. 467–468.
- Organisation des Gesundheitswesens in den Kommunen. Zeitschrift für Soziale Hygiene, Fürsorge- und Krankenhauswesen 2 (1920)/2, S. 33–39.
- Berlin nach dem 1. Oktober 1920, Stadtmedizinalrat Dr. Rabnow: Gesundheitswesen, Kommunale Praxis. Zentralorgan der Sozialdemokratischen Partei Deutschlands für Kommunalpolitik und Gemeindesozialismus 20 (1920)/42, S. 914–926.
- Bericht der städtischen Säuglingsfürsorgestelle in Berlin-Schöneberg. Berliner Klinische Wochenschrift 57 (1920)/19, S. 448–450.
- Bericht über den 1. Deutschen Gesundheitsfürsorgetag in Berlin. Berlin 1921, 48 S.
- Die wirtschaftliche Krise in den Krankenanstalten. Zeitschrift für Soziale Hygiene, Fürsorge- und Krankenhauswesen 3 (1922)/12, S. 351–359.
- Das Gesundheitswesen in Berlin. Deutsche Medizinische Wochenschrift 50 (1924)/33, S. 1122–1123.
- Aufgaben der städtischen Fürsorgestellen. Deutsche Medizinische Wochenschrift 53 (1927)/31, S. 1313–1314.
- Einige Grundsätze der Gesundheitsfürsorge. Deutsche Medizinische Wochenschrift 54 (1928)/33, S. 1384–1385.
- Organisation und Entwicklung des Gesundheitswesens im Rahmen der kommunalen Verwaltung unter besonderer Berücksichtigung Berliner Verhältnisse. Mitteilungen des Deutschen Städtetages 22 (1928)/10, S. 1285–1291.